# Elezioni parlamentari in Tunisia del 2014
Le elezioni parlamentari in Tunisia del 2014 si tennero il 25 ottobre per l'elezione dell'Assemblea dei rappresentanti del popolo.

## Risultati
| Liste                                        | Voti      | %     | Seggi |
| -------------------------------------------- | --------- | ----- | ----- |
| Nidaa Tounes                                 | 1 279 941 | 37,56 | 86    |
| Ennahda                                      | 947 238   | 27,80 | 69    |
| Unione Patriottica Libera                    | 140 873   | 4,13  | 16    |
| Fronte Popolare                              | 124 039   | 3,64  | 15    |
| Afek Tounes                                  | 102 915   | 3,02  | 8     |
| Congresso per la Repubblica                  | 69 894    | 2,05  | 4     |
| Corrente Democratica                         | 66 396    | 1,95  | 3     |
| Partito Repubblicano                         | 54 562    | 1,60  | 1     |
| Movimento del Popolo                         | 45 839    | 1,35  | 3     |
| Iniziativa Nazionale Desturiana              | 45 597    | 1,34  | 3     |
| Petizione Popolare                           | 40 437    | 1,19  | 2     |
| Alleanza Democratica                         | 38 493    | 1,13  | 1     |
| Unione per la Tunisia                        | 25 102    | 0,74  | –     |
| Forum Democratico per il Lavoro e le Libertà | 22 956    | 0,67  | –     |
| Movimento Wafa                               | 21 392    | 0,63  | –     |
| Partito del Movimento Desturiano             | 11 403    | 0,33  | –     |
| Partito Socialista                           | 7 851     | 0,23  | –     |
| Partito della Salvezza                       | 7 850     | 0,23  | –     |
| Partito della Voce del Popolo Tunisino       | 7 849     | 0,23  | –     |
| Partito del Movimento Tunisino               | 7 185     | 0,21  | –     |
| Movimento dei Democratici Socialisti         | 7 080     | 0,21  | –     |
| Partito della Gloria                         | 6 258     | 0,18  | –     |
| Fronte Nazionale per la Salvezza             | 5 710     | 0,17  | 1     |
| Partito della Riabilitazione                 | 5 589     | 0,16  | 1     |
| Partito del Fronte Nazionale Tunisino        | 5 500     | 0,16  | –     |
| Partito del Domani                           | 5 310     | 0,16  | –     |
| Partito della Gloria di el-Djerid            | 5 111     | 0,15  | 1     |
| Partito della Petizione Popolare             | 5 023     | 0,15  | –     |
| Altri <5.000 voti                            | 294 474   | 8,64  | 3     |
| Totale                                       | 3 407 867 | 100   | 217   |